# Anton Lavrin (skladatelj)
Anton Lavrin, slovenski skladatelj in glasbeni pedagog * 1. maj 1908, Vinji Vrh pri Semiču, † 23. september 1965, Novo mesto.

## Življenje in delo
Prvo glasbeno vzgojo je dobil pri skladatelju Srečku Koporcu, nato je v letih 1938-1941 študural na dunajski Akademiji za glasbo in gledališko umetnost in tam leta 1953 diplomiral iz kompozicije. Od 1946 je predaval strokovne predmete na glasbenih šolah v Ljubljani, bil od 1956 docent in od 1962 izredni profesor na Glasbeni akademiji v Sarajevu ter od 1964 izredni profesor na mariborski pedagoški akademiji. Lavrin je poleg zborovskih skladb in samospevov komponiral tudi orkestralno glasbo (Uvertura, 1936; Simfonija, 1954; Kovači na Baščaršiji, 1962), komorno in solistično glasbo (Pet preludijev za klavir, 1960; Sedem preludijev za solo violončelo, 1960; Sedem preludijev za solo violino, 1962) ter vokalno-instrumentalno glasbo (Od Rošlina, 1948; Verjankota, 1948). Leta 1941 je na libreto Ruže Lucije Petelin napisal opero Krst pri Savici, a je žal partitura med vojno zgorela.